# Никифор I Месемврийски
Никифор (на гръцки: Νικηφόρος, Никифорос) е православен духовник, митрополит на Вселенската патриаршия.

## Биография
Според гръцки източници е роден в село Малесво, Албания. Йеромонах Никифор служи като протосингел на Ефеската митрополия. През ноември 1841 година е избран и на 14 ноември 1841 година е ръкоположен за титулярен еритрейски епископ, викарий на Ефеската митрополия, в храма „Света Параскева“ в Хаскьой, Цариград. През септември 1846 година е избран за месемврийски митрополит. Заминава за епархията си на 31 март 1862 година. В 1866 година е избран за член на Светия синод и на 2 април пристига в Цариград. На 17 септември 1866 година заминава обратно за епархията си. Като месемврийски митрополит Никифор преследва българската просвета. Настройва първенците гагаузи срещу българския учител Райко Блъсков в Провадия и го принуждава да напусне към силистренските села.
Умира в Несебър през септември 1867 година.